# 玛丽亚·舍古罗娃
玛丽亚·舍古罗娃（俄语：Мария Шугурова，1993年1月11日—），俄羅斯女子羽毛球運動員。

## 簡歷
2016年6月，玛丽亚·舍古罗娃出戰拉脫維亞國際賽，跟克谢尼娅·叶夫根诺娃合作贏得女子雙打冠軍。

## 主要比賽成績
只列出曾進入準決賽的國際賽事成績：
| 年份   | 賽事                   | 公開賽級別 | 項目     | 拍檔                    | 成績   |
| ------ | ---------------------- | ---------- | -------- | ----------------------- | ------ |
| 2013年 | 白夜羽毛球賽           | 國際挑戰賽 | 女子雙打 | 埃琳娜·科门德鲁夫斯卡亚 | 準決賽 |
| 2013年 | 俄羅斯羽毛球大獎賽     | 大獎賽     | 女子雙打 | 埃琳娜·科门德鲁夫斯卡亚 | 準決賽 |
| 2016年 | 拉脫維亞羽毛球國際賽   | 未來系列賽 | 女子雙打 | 克谢尼娅·叶夫根诺娃     | 冠軍   |
| 2016年 | 拉脫維亞羽毛球國際賽   | 未來系列賽 | 混合雙打 | 德米特里·里亚博夫       | 亞軍   |
| 2016年 | 立陶宛羽毛球國際賽     | 未來系列賽 | 混合雙打 | 德米特里·里亚博夫       | 亞軍   |
| 2017年 | 斯洛文尼亞羽毛球國際賽 | 國際系列賽 | 女子雙打 | 克谢尼娅·叶夫根诺娃     | 準決賽 |
| 2017年 | 匈牙利羽毛球國際賽     | 國際挑戰賽 | 女子雙打 | 埃琳娜·科门德鲁夫斯卡亚 | 亞軍   |
| 2018年 | 土耳其羽毛球國際賽     | 國際系列賽 | 女子雙打 | 埃琳娜·科门德鲁夫斯卡亚 | 準決賽 |

| 2007-2017年 | 首要超級賽 | 超級賽 | 黃金大獎賽 | 大獎賽 | 國際挑戰賽 | 國際系列賽 | 未來系列賽 | 其他 |

| 2018-2026年 | 總決賽 | 超級1000賽 | 超級750賽 | 超級500賽 | 超級300賽 | 超級100賽 | 國際挑戰賽 | 國際系列賽 | 未來系列賽 | 其他 |